# Liga ACB 1988-89
La temporada 1988-89 de la Liga ACB  fue la sexta temporada celebrada de la Liga ACB. En ella participaron 24 equipos.
El sistema de campeonato era el mismo que en la temporada anterior, aunque con una ligera variación en la fase final. En la primera fase los equipos se distribuían sobre la base de su clasificación el año pasado: A-1 y A-2. En la segunda, los seis mejores del Grupo A-1 y dos mejores del A-2 van al Grupo I mientras que los cuatro peores de cada grupo van al Grupo III y los equipos del quinto al octavo al Grupo iI. A los playoff se clasifican los seis primeros del Grupo I, más el campeón del Grupo II y Grupo III.

## Equipos participantes
| Club                | Entrenador | Ciudad                     | Estadio                            | Capacidad | 1987-88 |
| ------------------- | ---------- | -------------------------- | ---------------------------------- | --------- | ------- |
| F. C. Barcelona     | -          | Barcelona                  | Palau Blaugrana                    | 5.500     | 1º      |
| Real Madrid         | -          | Madrid                     | Palacio de Deportes de Madrid      | 12.000    | 2º      |
| CAI Zaragoza        | -          | Zaragoza                   | Pabellón Municipal de Deportes     | 4.500     | 3º      |
| Ram Joventut        | -          | Badalona                   | Pabellón del Joventut              | 5.700     | 4º      |
| Estudiantes Bosé    | -          | Madrid                     | Palacio de Deportes de Madrid      | 12.000    | 5º      |
| CajaCanarias        | -          | La Laguna                  | Polideportivo Juan Ríos Tejera     | 3.500     | 6º      |
| Cacaolat Granollers | -          | Granollers                 | Municipal de Granollers            | 4.500     | 7º      |
| Taugrés Baskonia    | -          | Vitoria                    | Mendizorroza                       | 4.000     | 8º      |
| Fórum Filatélico    | -          | Valladolid                 | Polideportivo Pisuerga             | 7.000     | 9º      |
| Magia Huesca        | -          | Huesca                     | Municipal de Huesca                | 2.500     | 10º     |
| Puleva Granada      | -          | Granada                    | Pabellón José Antonio Murado       | 4.500     | 11º     |
| Cajabilbao          | -          | Bilbao                     | Municipal La Casilla               | 5.600     | 12º     |
| Bancobao Villalba   | -          | Collado Villalba           | Municipal de Collado Villalba      | 3.000     | 13º     |
| Caja de Ronda       | -          | Málaga                     | Polideportivo Ciudad Jardín        | 5.000     | 14º     |
| TDK Manresa         | -          | Manresa                    | El Congost                         | 2.500     | 15º     |
| Grupo IFA Español   | -          | Barcelona                  | Palacio de los Deportes            | 7.500     | 16º     |
| Caja Guipúzcoa      | -          | San Sebastián              | Josean Gasca                       | 3.000     | 1ªB     |
| Valvi Girona        | -          | Gerona                     | Pabellón Municipal Girona-Fontajau | 5.500     | 1ªB     |
| Tenerife N.º 1      | -          | Santa Cruz de Tenerife     | Palacio Deportes Santa Cruz        | 4.500     | 1ªB     |
| Clesa Ferrol        | -          | Ferrol                     | Pabellón Punta Arlena              | 4.500     | 1ªB     |
| DYC Breogán         | -          | Lugo                       | Pazo dos Deportes                  | 6.500     | 1ªB     |
| CB Gran Canaria     | -          | Las Palmas de Gran Canaria | Centro Insular de Deportes         | 5.200     | 1ªB     |
| Pamesa Valencia     | -          | Valencia                   | Pabellón Fuente de San Luis        | 9.000     | 1ªB     |
| Mayoral Maristas    | -          | Málaga                     | Polideportivo Ciudad Jardín        | 5.000     | 1ªB     |

## Liga regular

### Primera fase
| Pos | Equipo              | J  | G  | P  | PF    | PC   |
| --- | ------------------- | -- | -- | -- | ----- | ---- |
| 1   | FC Barcelona        | 22 | 19 | 3  | 2076  | 1811 |
| 2   | Real Madrid         | 22 | 18 | 4  | 2197  | 1930 |
| 3   | Ram Joventut        | 22 | 15 | 7  | 2024  | 1892 |
| 4   | CAI Zaragoza        | 22 | 14 | 8  | 1985  | 1850 |
| 5   | Cacaolat Granollers | 22 | 13 | 9  | 1915  | 1914 |
| 6   | Magia Huesca        | 22 | 11 | 11 | 1784  | 1873 |
| 7   | Taugrés Baskonia    | 22 | 10 | 12 | 2030  | 2045 |
| 8   | Estudiantes Bosé    | 22 | 8  | 14 | 1733  | 1880 |
| 9   | Fórum Filatélico    | 22 | 7  | 15 | 1884  | 1990 |
| 10  | Puleva Granada      | 22 | 7  | 15 | 1921  | 2069 |
| 11  | Cajabilbao          | 22 | 6  | 16 | 17961 | 1923 |
| 12  | CajaCanarias        | 22 | 4  | 18 | 1923  | 2091 |

| Pos | Equipo            | J  | G  | P  | PF   | PC   |
| --- | ----------------- | -- | -- | -- | ---- | ---- |
| 1   | Clesa Ferrol      | 22 | 18 | 4  | 1909 | 1777 |
| 2   | Caja de Ronda     | 22 | 16 | 6  | 1885 | 1785 |
| 3   | Bancobao Villalba | 22 | 16 | 6  | 1975 | 1825 |
| 4   | Mayoral Maristas  | 22 | 14 | 8  | 2018 | 1891 |
| 5   | Grupo IFA Español | 22 | 11 | 11 | 2010 | 1914 |
| 6   | TDK Manresa       | 22 | 11 | 11 | 1764 | 1719 |
| 7   | Valvi Girona      | 22 | 10 | 12 | 1855 | 1904 |
| 8   | CB Gran Canaria   | 22 | 10 | 12 | 1179 | 1356 |
| 9   | DYC Breogán       | 22 | 9  | 13 | 1825 | 1940 |
| 10  | Tenerife Nº1      | 22 | 6  | 16 | 1707 | 1875 |
| 11  | Caja Guipuzkoa    | 22 | 6  | 16 | 1807 | 1974 |
| 12  | Pamesa Valencia   | 22 | 5  | 17 | 1785 | 1917 |

J = Partidos Jugados; G = Partidos Ganados; P = Partidos perdidos; PF = Puntos a favor; PC = Puntos en contra

### Segunda fase
| Pos | Equipo              | J  | G  | P  | PF   | PC   |
| --- | ------------------- | -- | -- | -- | ---- | ---- |
| 1   | FC Barcelona        | 14 | 11 | 3  | 1287 | 1196 |
| 2   | Real Madrid         | 14 | 11 | 3  | 1336 | 1245 |
| 3   | Ram Joventut        | 14 | 8  | 6  | 1279 | 1227 |
| 4   | Caja de Ronda       | 14 | 7  | 7  | 1159 | 1148 |
| 5   | CAI Zaragoza        | 14 | 7  | 7  | 1221 | 1252 |
| 6   | Cacaolat Granollers | 14 | 5  | 9  | 1182 | 1295 |
| 7   | Clesa Ferrol        | 14 | 5  | 9  | 1208 | 1211 |
| 8   | Magia Huesca        | 14 | 2  | 12 | 1231 | 1259 |

| Pos | Equipo           | J  | G  | P  | PF   | PC   |
| --- | ---------------- | -- | -- | -- | ---- | ---- |
| 1   | Taugrés Baskonia | 14 | 11 | 3  | 1299 | 1208 |
| 2   | Cajabilbao       | 14 | 8  | 6  | 1219 | 1198 |
| 3   | Mayoral Maristas | 14 | 8  | 6  | 1131 | 1140 |
| 4   | Pamesa Valencia  | 14 | 7  | 7  | 1127 | 1125 |
| 5   | Fórum Filatélico | 14 | 7  | 7  | 1180 | 1197 |
| 6   | CB Gran Canaria  | 14 | 7  | 7  | 1111 | 1082 |
| 7   | Tenerife Nº1     | 14 | 4  | 10 | 1130 | 1212 |
| 8   | TDK Manresa      | 14 | 4  | 10 | 989  | 1024 |

#### Grupo III
| Pos | Equipo            | J  | G  | P  | PF   | PC   |
| --- | ----------------- | -- | -- | -- | ---- | ---- |
| 1   | Grupo IFA Español | 14 | 11 | 3  | 1225 | 1135 |
| 2   | Estudiantes Bosé  | 14 | 9  | 5  | 1171 | 1068 |
| 3   | Puleva Granada    | 14 | 8  | 6  | 1218 | 1188 |
| 4   | Bancobao Villalba | 14 | 8  | 6  | 1133 | 1135 |
| 5   | DYC Breogán       | 14 | 7  | 7  | 1142 | 1102 |
| 6   | CajaCanarias      | 14 | 5  | 9  | 1193 | 1229 |
| 7   | Valvi Girona      | 14 | 5  | 9  | 1123 | 1209 |
| 8   | Caja Guipuzkoa    | 14 | 3  | 11 | 1113 | 1245 |

J = Partidos Jugados; G = Partidos Ganados; P = Partidos perdidos; PF = Puntos a favor; PC = Puntos en contra

## Playoffs

### Playoffs por el título
|  | Cuartos de final | Cuartos de final    | Cuartos de final | Cuartos de final | Cuartos de final | Cuartos de final | Cuartos de final |    |     | Semifinales | Semifinales | Semifinales | Semifinales | Semifinales | Semifinales | Semifinales  |    |    | Final | Final | Final | Final | Final | Final | Final |  |
|  |                  |                     |                  |                  |                  |                  |                  |    |     |             |             |             |             |             |             |              |    |    |       |       |       |       |       |       |       |  |
|  |                  |                     |                  |                  |                  |                  |                  |    |     |             |             |             |             |             |             |              |    |    |       |       |       |       |       |       |       |  |
|  | 1                | FC Barcelona        | 104              | 106              |                  |                  |                  |    |     |             |             |             |             |             |             |              |    |    |       |       |       |       |       |       |       |  |
|  | 1                | FC Barcelona        | 104              | 106              |                  |                  |                  |    |     |             |             |             |             |             |             |              |    |    |       |       |       |       |       |       |       |  |
|  | 8                | Grupo IFA           | 84               | 89               |                  |                  |                  |    |     |             |             |             |             |             |             |              |    |    |       |       |       |       |       |       |       |  |
|  | 8                | Grupo IFA           | 84               | 89               |                  | 1                | FC Barcelona     | 95 | 100 | 105         |             |             |             |             |             |              |    |    |       |       |       |       |       |       |       |  |
|  |                  |                     |                  |                  |                  |                  |                  | 95 | 100 | 105         |             |             |             |             |             |              |    |    |       |       |       |       |       |       |       |  |
|  |                  |                     | 5                | CAI Zaragoza     | 73               | 93               | 78               |    |     |             |             |             |             |             |             |              |    |    |       |       |       |       |       |       |       |  |
|  | 4                | Caja Ronda          | 5                | CAI Zaragoza     | 73               | 93               | 78               | 81 | 75  |             |             |             |             |             |             |              |    |    |       |       |       |       |       |       |       |  |
|  | 4                | Caja Ronda          |                  |                  |                  |                  |                  |    |     |             |             |             |             |             |             |              |    |    |       |       |       |       |       |       |       |  |
|  | 5                | CAI Zaragoza        | 87               | 94               |                  |                  |                  |    |     |             |             |             |             |             |             |              |    |    |       |       |       |       |       |       |       |  |
|  | 5                | CAI Zaragoza        | 87               | 94               |                  |                  |                  |    |     |             |             |             |             |             | 1           | FC Barcelona | 94 | 81 | 100   | 87    | 96    |       |       |       |       |  |
|  |                  |                     |                  |                  |                  |                  |                  |    |     |             |             |             |             |             |             |              | 94 | 81 | 100   | 87    | 96    |       |       |       |       |  |
|  |                  |                     | 2                | Real Madrid      | 69               | 88               | 86               | 88 | 85  |             |             |             |             |             |             |              |    |    |       |       |       |       |       |       |       |  |
|  | 3                | Ram Joventut        | 2                | Real Madrid      | 69               | 88               | 86               | 88 | 85  | 99          | 85          |             |             |             |             |              |    |    |       |       |       |       |       |       |       |  |
|  | 3                | Ram Joventut        |                  |                  |                  |                  |                  |    |     |             |             |             |             |             |             |              |    |    |       |       |       |       |       |       |       |  |
|  | 6                | Cacaolat Granollers | 79               | 82               |                  |                  |                  |    |     |             |             |             |             |             |             |              |    |    |       |       |       |       |       |       |       |  |
|  | 6                | Cacaolat Granollers | 79               | 82               |                  | 3                | Ram Joventut     | 92 | 70  | 90          | 76          |             |             |             |             |              |    |    |       |       |       |       |       |       |       |  |
|  |                  |                     |                  |                  |                  |                  |                  | 92 | 70  | 90          | 76          |             |             |             |             |              |    |    |       |       |       |       |       |       |       |  |
|  |                  |                     | 2                | Real Madrid      | 93               | 93               | 87               | 87 |     |             |             |             |             |             |             |              |    |    |       |       |       |       |       |       |       |  |
|  | 2                | Real Madrid         | 2                | Real Madrid      | 93               | 93               | 87               | 87 | 105 | 81          |             |             |             |             |             |              |    |    |       |       |       |       |       |       |       |  |
|  | 2                | Real Madrid         |                  |                  |                  |                  |                  |    |     |             |             |             |             |             |             |              |    |    |       |       |       |       |       |       |       |  |
|  | 7                | Taugrés             | 90               | 77               |                  |                  |                  |    |     |             |             |             |             |             |             |              |    |    |       |       |       |       |       |       |       |  |
|  | 7                | Taugrés             | 90               | 77               |                  |                  |                  |    |     |             |             |             |             |             |             |              |    |    |       |       |       |       |       |       |       |  |
|  |                  |                     |                  |                  |                  |                  |                  |    |     |             |             |             |             |             |             |              |    |    |       |       |       |       |       |       |       |  |

| Campeón de la Liga ACB 1983-84 |
| ------------------------------ |
| FC Barcelona Tercer título     |

### Playoffs por la permanencia
|  | Primera ronda | Primera ronda    | Primera ronda | Primera ronda | Primera ronda |    |              | Segunda ronda  | Segunda ronda | Segunda ronda | Segunda ronda | Segunda ronda |
|  |               |                  |               |               |               |    |              |                |               |               |               |               |
|  | 1             | Fórum Valladolid | 86            | 81            | 75            |    |              |                |               |               |               |               |
|  | 4             | Caja Guipúzcoa   | 70            | 84            | 72            |    |              |                |               |               |               |               |
|  | 4             | Caja Guipúzcoa   | 70            | 84            | 72            |    | 4            | Caja Guipúzcoa | 82            | 69            | 67            |               |
|  |               |                  |               |               |               |    | 4            | Caja Guipúzcoa | 82            | 69            | 67            |               |
|  |               | 3                | Tenerife Nº 1 | 89            | 80            | 78 |              |                |               |               |               |               |
|  | 2             | 3                | Tenerife Nº 1 | 89            | 80            | 78 | Cajacanarias | 72             | 87            | 80            |               |               |
|  | 2             |                  |               |               |               |    | Cajacanarias | 72             | 87            | 80            |               |               |
|  | 3             | Tenerife N.º 1   | 74            | 78            | 76            |    |              |                |               |               |               |               |

|  | Primera ronda | Primera ronda | Primera ronda | Primera ronda | Primera ronda |    |              | Segunda ronda | Segunda ronda | Segunda ronda | Segunda ronda | Segunda ronda |
|  |               |               |               |               |               |    |              |               |               |               |               |               |
|  | 1             | Dyc Breogán   | 68            | 77            | 80            |    |              |               |               |               |               |               |
|  | 4             | TDK Manresa   | 76            | 83            | 75            |    |              |               |               |               |               |               |
|  | 4             | TDK Manresa   | 76            | 83            | 75            |    | 1            | Dyc Breogán   | 76            | 68            | 80            |               |
|  |               |               |               |               |               |    | 1            | Dyc Breogán   | 76            | 68            | 80            |               |
|  |               | 3             | Valvi Girona  | 72            | 69            | 74 |              |               |               |               |               |               |
|  | 2             | 3             | Valvi Girona  | 72            | 69            | 74 | Gran Canaria | 69            | 71            | 84            |               |               |
|  | 2             |               |               |               |               |    | Gran Canaria | 69            | 71            | 84            |               |               |
|  | 3             | Valvi Girona  | 64            | 52            | 76            |    |              |               |               |               |               |               |

- Se salvan CB Gran Canaria, Fórum Filatélico, CajaCanarias, TDK Manresa, DYC Breogán y Tenerife N.º 1.
- Descienden Caja Guipúzcoa y Valvi Girona.

### Play Off de clasificación
| Clesa Ferrol     | 3 | - | 0 | Pamesa Valencia   |
| Magia Huesca     | 2 | - | 3 | Bancobao Villalba |
| Cajabilbao       | 3 | - | 2 | Puleva Granada    |
| Estudiantes Bosé | 3 | - | 0 | Mayoral Maristas  |

## Clasificación final
| Pos | Equipo                | J  | G  | P  |
| --- | --------------------- | -- | -- | -- |
| 1   | FC Barcelona          | 36 | 30 | 6  |
| 2   | Real Madrid           | 36 | 29 | 7  |
| 3   | Ram Joventut          | 36 | 23 | 13 |
| 4   | CAI Zaragoza          | 36 | 21 | 15 |
| 5   | CajaRonda             | 36 | 23 | 13 |
| 6   | Cacaolat Granollers * | 36 | 18 | 18 |
| 7   | Taugrés Baskonia      | 36 | 21 | 15 |
| 8   | Grupo IFA Español *   | 36 | 22 | 14 |
| 9   | Clesa Ferrol          | 36 | 23 | 13 |
| 10  | Estudiantes Bosé      | 36 | 17 | 19 |
| 11  | Cajabilbao            | 36 | 14 | 22 |
| 12  | Bancobao Villalba     | 36 | 24 | 12 |
| 13  | Magia Huesca          | 36 | 13 | 23 |
| 14  | Puleva Granada        | 36 | 15 | 21 |
| 15  | Mayoral Maristas      | 36 | 22 | 14 |
| 16  | Pamesa Valencia       | 36 | 12 | 24 |
| 17  | Fórum Filatélico      | 36 | 14 | 22 |
| 18  | CB Gran Canaria       | 36 | 17 | 19 |
| 19  | CajaCanarias          | 36 | 9  | 27 |
| 20  | TDK Manresa           | 36 | 15 | 21 |
| 21  | DYC Breogán           | 36 | 16 | 20 |
| 22  | Tenerife Nº1          | 36 | 10 | 26 |
| 23  | Valvi Girona          | 36 | 15 | 21 |
| 24  | Caja Guipuzkoa        | 36 | 9  | 27 |

- Tras la unión del Cacaolat Granollers y Grupo IFA Español, la plaza vacante en ACB y Copa Korac fue ocupada por el Valvi Girona.

|  | Campeón, Copa de Europa         |
|  | Clasificados para la Recopa     |
|  | Clasificados para la Copa Korać |
|  | Descienden a Primera B          |